# Gostenje
Gostenje is een plaats in de gemeente Desinić in de Kroatische provincie Krapina-Zagorje. De plaats telt 96 inwoners (2001).